# Die legendären Dorseys
Die legendären Dorseys ist eine US-amerikanische Filmbiografie aus dem Jahr 1947 von Alfred E. Green über das Leben der als Bandleader berühmt gewordenen Brüder Jimmy und Tommy Dorsey, die sich selbst spielten. Der Film wurde von Embassy Productions produziert und wurde durch den Zeitungsartikel The Battling Brothers Dorsey inspiriert, der am 2. Februar 1946 in der The Saturday Evening Post erschien.

## Handlung
Thomas Dorsey arbeitet in den Kohlebergwerken von Shenandoah (Pennsylvania). Nach einiger Zeit verlässt der Hobbymusiker die Bergwerke und wird Musiklehrer. Er bringt seinen beiden rauflustigen Söhnen Tommy und Jimmy Musik bei, damit sie etwas aus ihrem Leben machen können. Noch in jungen Jahren geben die Jungs ihr Debüt in einem Tanzlokal, mit Tommy an der Posaune und Jimmy am Saxofon in der Band ihres Vaters. Als Tommy die Band in einer außerplanmäßigen Jazzversion von „When You and I Were Young, Maggie“ spielen lässt, begeistern sie das Publikum und machen ihren skeptischen Vater stolz.
Als Erwachsene beginnen die Brüder eine erfolglose Tournee mit ihrer eigenen Jazzband, wobei Jimmy nun Klarinette spielt und Jane Howard, ihre Jugendfreundin, als Sängerin auftritt. Als ihr Klavierspieler aufhört, engagieren sie den Filmpianisten und angehenden klassischen Komponisten Bob Burton, der sich in Jane verliebt. Ihnen wird ein Job beim Radio angeboten, aber während sie auf Sendung sind, kommt es zu einer Schlägerei zwischen den Brüdern und sie werden gefeuert. Obwohl sie ein Angebot erhalten, dem „König des Jazz“ Paul Whiteman und seiner Band beizutreten, wollen die Dorseys es auf eigene Faust schaffen. Bob macht Jane schließlich einen Heiratsantrag, aber sie ist nicht bereit, Tommy und Jimmy zu verlassen, bis sie berühmt geworden sind. Allmählich werden sie erfolgreich, aber ihr ständiger Streit geht weiter. Eines Abends, während die Jungs im Glen Island Casino auftreten, statten ihre Eltern einen Überraschungsbesuch ab. Der Abend verläuft gut, bis Jimmy mitten im Lied die Band stoppt, weil er meint, Tommy dirigiere zu schnell. Nach einem erbitterten Streit geht Tommy hinaus. Jane versucht ihnen zu helfen, wie sie es immer tut, was Bob verbittert, der seine Beziehung zu Jane beendet.
Tommy und Jimmy gründen ihre eigenen Bands und werden beide berühmt, doch sie weigern sich immer noch, miteinander zu sprechen oder gemeinsam aufzutreten, was ihren Eltern das Herz bricht. Jane plant, sie wieder zu vereinen, indem sie Whiteman dazu bringt, eine Benefizaufführung von Bobs Konzert zu organisieren, indem sie sagt, dass es das Werk eines Komponisten namens D. H. Smith ist und Posaune und Klarinette enthält. Nachdem Tommy und Jimmy bei der Probe die Anwesenheit des anderen bemerken, geben sie beide auf. Der plötzliche Tod ihres Vaters vereint sie jedoch wieder. Am Abend des Konzerts ist Bob schockiert, als er hört, wie seine Musik gespielt wird, und denkt, dass „D. H. Smith“ sein Werk gestohlen hat, bis Jane ihm sagt, dass er D. H. Smith ist. Während die Dorseys ein Duett spielen, fragt Bob Jane nach „Mrs. Smith“, aber sie sagt, dass sie den Namen Burton bevorzuge.

## Hintergrund
Gedreht wurde der Film vom 8. Juli bis Mitte September 1946 in den General-Service-Studios in Hollywood.
Im Vorspann wurde auf die Radiosendung „Freedom of Opportunity“ mit dem Titel „Story of the Dorsey Brothers“ hingewiesen, die im Film verwendet wurde. Der Film wird in Form eines Briefes von Sara Allgood erzählt, die Mrs. Dorsey porträtiert.
Nach seiner Einberufung in die US-Streitkräfte vier Jahre zuvor war dies William Lundigans erster Film. Laut einer Vorproduktionsnachricht im Branchenmagazin The Hollywood Reporter schrieb der Komponist Sidney Miller einen Song für den Film mit dem Titel „Shenandoah“, der nach der Heimatstadt der Dorseys benannt wurde. Das Lied erschien jedoch nicht im Film. Das einzige Lied im Film, das speziell dafür geschrieben wurde, war „To Me“.
Auf Wunsch ihrer Söhne sollte Mrs. Dorsey in einer kleinen Rolle im Film auftreten, die jedoch in der veröffentlichten Fassung nicht zu sehen ist.
Obwohl Janet Blairs Figur im Abspann als „Jane“ aufgeführt ist, wird sie im gesamten Film als „Janie“ bezeichnet.
Duncan Cramer oblag die künstlerische Leitung. Robert Priestley war für das Szenenbild zuständig.

## Musik
Folgende Stücke wurden im Film gespielt:
- Dorsey Concerto von Leo Shuken und Ray Bauduc
- When You and I Were Young, Maggie Blues von Jack Frost und Jimmy McHugh (Adaption des Lieds von James Austin Butterfield von 1866),
- At Sundown von Walter Donaldson
- I’m Getting Sentimental Over You von George Bassman
- Contrasts von Jimmy Dorsey
- Turquoise und Art's Blues von Art Tatum
- I’ll Never Say Never Again von Harry MacGregor Woods
- Everybody’s Doin’ It von Irving Berlin
- Runnin’ Wild von Joe Grey, Leo Wood und A. Harrington Gibbs
- Waitin’ at the Gate for Katy von Richard A. Whiting und Gus Kahn

Hinzu kamen folgende Songs:
- To Me von Allie Wrubel und Don George, gesungen von Janet Blair
- Green Eyes von Nilo Menéndez und Adolfo Utera (englische Version von Louis Wolfe Gilbert), gesungen von Bob Eberly und Helen O’Connell
- The Object of My Affection von Pinky Tomlin, Coy Poe und Jimmie Greer, gesungen von Janet Blair
- Marie von Irving Berlin, gesungen von Stuart Foster

## Veröffentlichung
Die Premiere des Films fand am 21. Februar 1947 statt. In der Bundesrepublik Deutschland wurde er am 28. Oktober 1979 im deutschen Fernsehen ausgestrahlt. In der Schweiz wurde er am 9. August 2003 im Rahmen des Locarno Film Festival gezeigt.

## Kritiken
Der Filmkritiken-Aggregator Rotten Tomatoes hat in einer Auswertung ein Publikumsergebnis von 38 Prozent positiver Bewertungen ermittelt.
Das Lexikon des internationalen Films schrieb: „Für Jazzliebhaber sehenswert.“
Die Katholische Bischofskonferenz der USA (USCCB) vergab die Wertung A-I (Allgemeine Unterstützung) mit der Begründung, die routinemäßige Bearbeitung überspiele die Rivalität der streitenden Brüder, obwohl die Hauptattraktion hier die Präsentation von Jazz-Standards sei.